# 東京都立豊島高等学校
東京都立豊島高等学校（とうきょうとりつとしまこうとうがっこう）は、東京都豊島区千早四丁目に位置する都立高等学校。府立第十高女以来の伝統を汲む。

## 沿革
- 1936年 - 府立第十高女設立、赤坂区旧東京府青山師範学校仮校舎において最初の入学式。
- 1940年 - 府立第十五高女（神代高）設立 府立第十高女校長が校長兼任。
- 1941年 - 府立第十五高女を府立神代高女と改称。
- 1942年 - 府立神代高女が新校舎へ移転。
- 1943年 - 府立第二十二高女設立 府立第十高女校長が校長兼任 府立第十高女第2部（夜間部）開設。
- 1943年 - 都立第十高女と改称。
- 1944年 - 修業年限を4年に短縮。
- 1946年 - 第二十二高女を併合、修業年限5年に復帰。
- 1948年 - 学制改革により修業年限3年 新制高等学校となり都立第十女子新制高等学校と改称。
- 1949年 - 高女及び旧制中学校廃止、男女共学を実施。
- 1950年 - 東京都立豊島高等学校と改称。
- 1967年 - 学校群制度導入、旧第四学区内で北園高校・板橋高校と42群を組む。
- 1982年 - グループ合同選抜制度導入。
- 1994年 - 単独選抜制度導入。
- 2006年 - 創立70周年記念式典挙行。
- 2020年 - 新制服導入。
- 2021年 - 新校舎9月30日完成。

## 著名な出身者
- 平田広明 - 声優
- 高橋美紀 - 声優
- 木元教子 - 評論家、ジャーナリスト
- 木村治美 - エッセイスト
- 山中郁子 - 元参議院議員
- 松原仁 - 衆議院議員
- 白井常信 - 元東京都議会議員
- 弓山達也 - 宗教学者、東京工業大学教授
- 増村紀一郎 - 漆芸家、人間国宝
- 星野昭吉 -政治学者、 獨協大学名誉教授
- 酒井友之 - サッカー選手
- 宝田明 - 俳優
- 新村礼子 ‐ 女優
- 丹阿弥谷津子 - 女優
- 香川京子 - 女優
- 幸田弘子 - 女優
- 根岸季衣 - 女優
- 吉原幸子 - 詩人
- 石川逸子 - 詩人
- 来生えつこ - 作詞家
- 大川豊 - 芸能集団「大川興業」主宰
- 奥田恵梨華 - 女優
- 吉田智子 - 脚本家
- 畑尾大翔 - サッカー選手
- 鶴見綾香 - 女子サッカー選手
- すがや - お笑い芸人（カカロニ）
- 荒達哉 - 漫画家『ハリガネサービス』作者

## 交通
- 東京メトロ有楽町線・副都心線 千川駅
- 東京メトロ有楽町線・副都心線 小竹向原駅
- 西武池袋線 江古田駅